# Edelbert Hörhammer
Edelbert Hörhammer OSB (* 14. Mai 1935 in Zolling als Johannes Hörhammer; † 7. April 2012 in Ettal) war der 37. Abt der Benediktinerabtei Ettal.

## Leben
Nach dem Philosophie- und Theologiestudium in Rom war er mehrere Jahre als Lehrer am Benediktinergymnasium Ettal und als Präfekt (Erzieher) im Internat tätig. Er trat zunächst in die Erzabtei Sankt Ottilien ein und erhielt  dort den Ordensnamen Edelbert. Er wurde 1962 zum Priester geweiht. Mit nur 37 Jahren wählte ihn der Konvent der oberbayerischen Abtei Ettal am 19. März 1973 zum Abt. Dieses Amt hatte er bis zum 27. Mai 2005 inne. Sein Wahlspruch lautete: Dient dem Herrn mit Freude. Unter seiner Amtsführung blieb nicht nur die Zahl der Klostermitglieder weitgehend konstant, der Konvent verjüngte sich zudem. Eine der wichtigsten Entscheidungen in seiner Amtszeit war die Gründung des Klosters Wechselburg im Jahre 1993.
Sein Name wird in einem Untersuchungsbericht genannt, der im Auftrag des Erzbistums München-Freising durch den Münchner Rechtsanwalt Thomas Pfister im April 2010 erstellt worden war. In dem Bericht geht es um Misshandlungen und seelische Quälereien während seiner Amtszeit zwischen 1973 und 2005, an denen auch Hörhammer beteiligt gewesen sein soll. Die meisten dieser Misshandlungen sind verjährt und daher strafrechtlich nicht mehr relevant.

## Ehrungen
- Bundesverdienstkreuz am Bande (27. November 2001)[3]